# Wilsberg: Hengstparade
Hengstparade ist die 40. Folge der Fernsehfilmreihe Wilsberg. Die Erstausstrahlung erfolgte am 16. Oktober 2013 in ZDFneo. Drei Tage später wurde der Film im ZDF ausgestrahlt. Regie führte Michael Schneider, das Drehbuch wurde von Jürgen Kehrer geschrieben.

## Handlung
Nikola Füsting ist Besitzerin eines Gestüts, auf dem sie den Zuchthengst „Stolz von Bielefeld“ hält. Allein dieses Pferd bringt dem Hof mit Samenspenden zu Zuchtzwecken so viel Geld ein, dass der Hof sich trägt. Sie bittet ihre Freundin und Anwältin Alex Holtkamp, eine Probe des wertvollen Samens ihres Hengstes zum Landgestüt Warendorf zu bringen. Doch Alex wird auf der Fahrt von maskierten Tätern überfallen und die Kühlbox mit der bis zu 170.000 Euro teuren Fracht entwendet. Daraufhin wird der Privatdetektiv Georg Wilsberg von Miriam Osthues von der Landwirtschaftlichen Versicherung um Hilfe gebeten, da sie einen Versicherungsbetrug vermutet.
Anke Füsting, die Schwester Nikolas, wurde vor einem halben Jahr ermordet. Ihr Ex-Mann, Richard Breiderhoff ist angeklagt, sie getötet zu haben. Nikola Füsting wird als Nebenklägerin von Alex vor Gericht vertreten. Karsten Breiderhoff glaubt indes an die Unschuld seines Bruders und schlägt unkonventionelle Wege ein, um Richard aus dem Gefängnis zu befreien. Über eine Dating-Seite im Internet nimmt er zu Kommissarin Anna Springer Kontakt auf. Was als Blind-Date zunächst wie eine Romanze beginnt, endet in einer Entführung der Kommissarin. Karsten benutzt die in einem Keller eingesperrte Kommissarin, um Wilsberg zu zwingen, die Unschuld seines Bruders zu beweisen. 
Kurz darauf stirbt das Pferd von Nikola Füsting, nachdem es Opfer eines Pferdeschlitzers geworden ist. Wilsberg vermutet einen Zusammenhang zwischen dem Mord an Anke Füsting, dem Samenraub und dem Tod des Pferdes. Doch als er die Ermittlungen auf dem Hof der Füstings aufnimmt, verärgert er damit die Eigentümerin. Von dem Stallmädchen Vanessa erfährt Wilsberg, dass der getötete Hengst unter Equiner Viraler Arteritis, einer unheilbaren Viruserkrankung litt. Dies bekräftigt Wilsbergs Verdacht, dass es sich um kriminelle Machenschaften handelt.
Während der Proben für eine Hengstparade in Warendorf wird Nikola Füsting auf ihrem Hof von Alex zur Rede gestellt. Durch die Viruserkrankung konnte das Sperma des Tieres nicht mehr zur Zucht veräußert werden. Das Pferd war damit für den Hof wertlos und das Gestüt stand vor ernsten finanziellen Problemen. Durch den gewaltsamen Tod des Tieres würde nun die Versicherung mit einer Zahlung in Millionenhöhe die Zukunft des Hofes sicherstellen. Nikola Füsting gibt zu, Sperma eines anderen Pferdes als das ihres Zuchthengstes „Stolz von Bielefeld“ verkauft zu haben. Damit dieser Betrug nicht auffällt und die Versicherungssumme kassiert werden kann, hat Nikola Füsting den Überfall auf Alex und den Tod des Pferdes arrangiert. Als Nikola sich schließlich überführt fühlt, gehen ihre Stallburschen auf Alex los.
Währenddessen haben sich Wilsberg und sein Freund, der Steuerbeamte „Ekki“ Ekkehardt Talkötter, auf die Suche nach Kommissarin Springer gemacht, die sie in einer der stillgelegten Stallungen vermuten. In einem Keller finden sie die Kommissarin. Sie können Karsten Breiderhoff überwältigen und Anna Springer befreien. Die Kommissarin nimmt ihren Entführer fest, während ihre Retter nun auch Alex zur Hilfe eilen. Alex stürzt auf ihrer Flucht vor den Stallburschen aus einer Scheunentür im Obergeschoss, doch ihr Fall wird von einem Heuhaufen gebremst. Zwischenzeitlich ist die alarmierte Polizei auf dem Hof eingetroffen und übernimmt Karsten Breiderhoff. Wilsberg kann derweil Nikola Füsting zur Aufgabe bewegen.
Alex gelingt es, vor Gericht zu beweisen, dass Richard Breiderhoff seine Ex-Frau nicht getötet hat. Anke Füsting hatte eine Affäre mit dem Polizisten Thomas Luttermann, mit dem sie sich wiederholt in einem Landgasthaus wenige Kilometer vom Gestüt entfernt traf. Nach ihrem Streit und der Trennung von Richard hatte sie den Polizisten aufgesucht, um ihn zu drängen, seine Frau für sie zu verlassen. Doch der Verdacht, Luttermann habe Anke Füsting ermordet, erweist sich als unbegründet, als Alex von Nikola erfährt, dass Richard Breiderhoff den Zuchthengst des Gestüts absichtlich infiziert hat, um dem Hof zu schaden. Anke wollte nicht in den Betrug mit dem Verkauf falsch ausgezeichneten Spermas verwickelt werden und drohte damit, die Krankheit des Zuchthengstes öffentlich zu machen. Daraufhin ermordete Nikola Füsting ihre Schwester, um die Zukunft des gemeinsam geführten Gestüts zu sichern.
Nach dieser Wende in den Ermittlungen wird der Haftbefehl gegen Richard Breiderhoff aufgehoben. Wilsberg besucht Kommissarin Springer abends in ihrer Privatwohnung. Dort kommt es zum ersten Kuss zwischen den beiden.

## Hintergrund

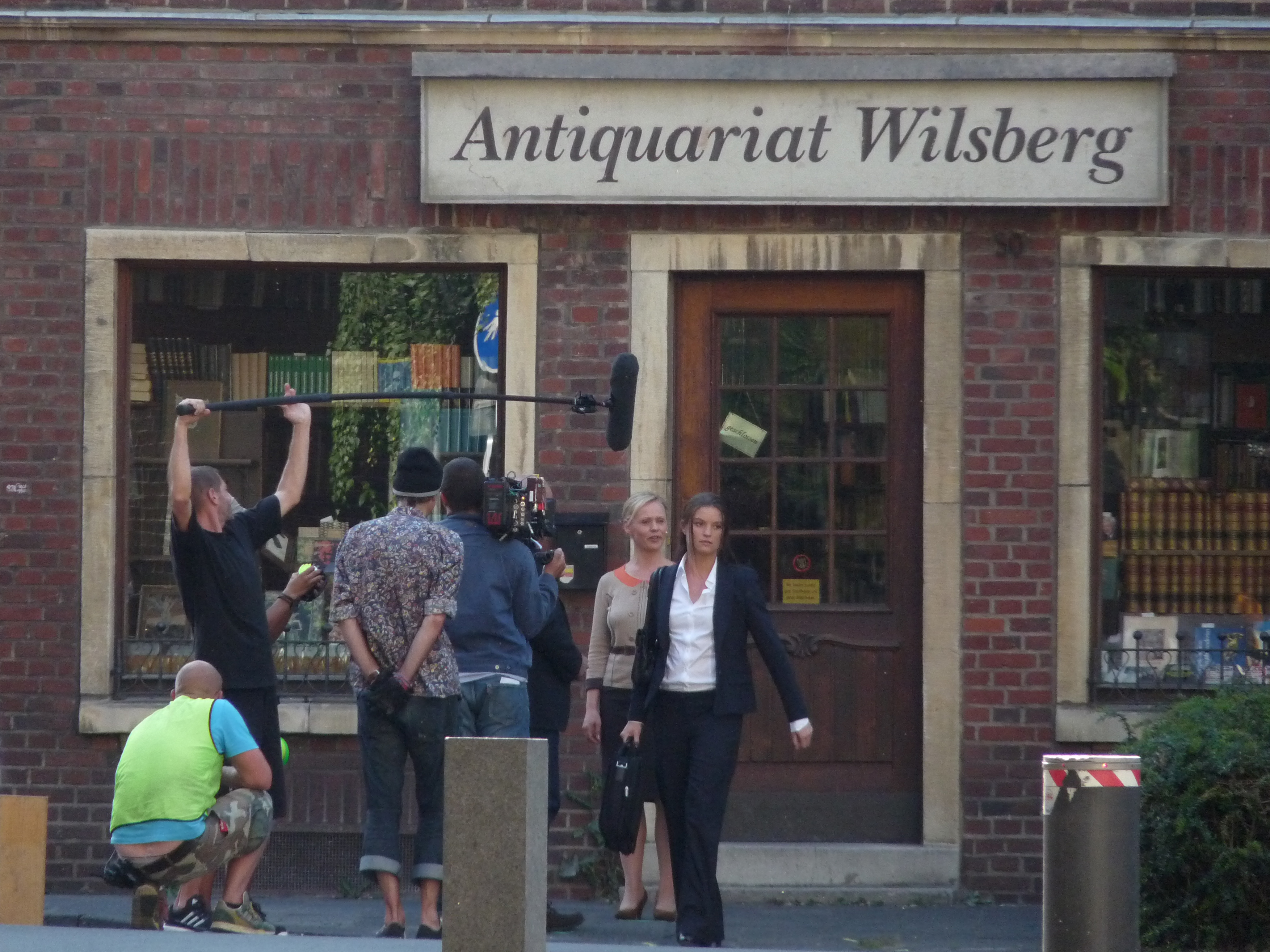
Dreharbeiten am Antiquariat Solder mit Leonard Lansink, Ina Paule Klink und Beate Prahl

Der Film wurde in Münster und Köln gedreht. Die Dreharbeiten begannen am 14. August 2012 zusammen mit den Dreharbeiten zur Folge Gegen den Strom. In Münster wurde zwischen dem 14. und 21. Oktober 2012 an diversen Drehorten gedreht, darunter im Antiquariat Solder an der Frauenstraße, vor der Justizvollzugsanstalt und auf verschiedenen Gutshöfen in Münster und Umgebung.
In Münster-Albachten wurde am 21. August 2012 in der Deckhalle der Hengststation Holkenbrink eine 30-sekündige Szene der Samenabgabe des Hengstes aufgezeichnet, wobei Wilhelm Holkenbrink einen Auftritt als Statist hatte. Die restlichen Szenen, die auf dem Hof spielen, wurden auf einem Gutshof in der Nähe von Köln aufgenommen.
Die Innenaufnahmen der Folge Hengstparade entstanden in Köln und die Gerichtsszenen Anfang Oktober 2012  am Land- und Amtsgericht Düsseldorf am Oberbilker Markt.
Am 16. August 2012 wurden Aufnahmen im Factory-Hotel aufgezeichnet, in dem Leonard Lansink nach eigener Aussage während der Dreharbeiten übernachtet, seitdem seine aus Münster stammende Frau zu ihm nach Berlin gezogen ist. Das Ende der Dreharbeiten war ursprünglich für den 15. Oktober 2012 geplant, gedreht wurde schließlich bis zum 20. Oktober 2012.
Ina Paule Klink ritt während der Dreharbeiten, wohingegen Leonard Lansink nach einem zehn Jahre zurückliegenden Reitunfall darauf verzichtete.
Vor der Ausstrahlung im Fernsehen wurden drei Vorführungen der Folge Hengstparade am 14. Oktober 2013 im Cineplex Münster präsentiert vom Filmservice Münster.Land des städtischen Presseamtes zusammen mit dem ZDF, den Münsterschen Filmtheater-Betrieben sowie der Produktionsfirma Eyeworks Fiction & Film in Anwesenheit des Drehbuchautors Jürgen Kehrer, den Filmemachern sowie einigen Darstellern, darunter Leonard Lansink, Roland Jankowsky, Oliver Korittke, Alexandra von Schwerin und Julia Kelz, gezeigt. Hierbei waren insgesamt 1500 Zuschauer anwesend.
Nie zuvor wurden die beiden Münsteraner Krimis Wilsberg sowie der Tatort um das in Münster tätige Ermittler-Duo Thiel und Boerne binnen 24 Stunden ausgestrahlt, so wie dies mit Hengstparade und Die chinesische Prinzessin am 19. Oktober 2013 und dem Folgetag der Fall war.
Der Running Gag „Bielefeld“ verweist in dieser Folge auf den Namen des Zuchthengstes „Stolz von Bielefeld“. Jedes Jahr finden zwischen Ende September und Anfang Oktober vier Hengstparaden beim Nordrhein-Westfälischen Landgestüt Warendorf statt, bei denen rund 100 Hengste in verschiedenen Schaubildern zu sehen sind.
In der Szene, in der Wilsberg von Miriam Osthues im Antiquariat aufgesucht wird, ist von Samenraub und Tennisspielern die Rede, was eine Anspielung auf den durch Boris Becker zur Jahrtausendwende geprägten Begriff darstellt, der daraufhin zum geflügelten Wort wurde.
Alexandra von Schwerin war bereits 2006 in der 16. Folge Callgirls zu sehen, übernahm dort jedoch eine andere Rolle. Patrick von Blume spielte bereits in der 27. Folge Doktorspiele in einer anderen Rolle mit.
Für die Musik zeichnete Carsten Rocker verantwortlich, der bereits zu den Folgen Tote Hose (2009), Gefahr in Verzug (2010) sowie Oh du tödliche… (2011) die Filmmusik beisteuerte. Weiterhin ist aus Alex‘ Autoradio kurz vor dem Raubüberfall auf sie der Titel Like a Virgin von Madonna aus dem Jahr 1984 zu hören. Im Abspann läuft A Real Mother for Ya aus dem Jahr 1977 von Johnny Guitar Watson.

## Rezeption

### Einschaltquoten
5,63 Millionen Zuschauer sahen die Folge Hengstparade bei ihrer Ausstrahlung im ZDF, was einem Marktanteil von 18,5 Prozent entsprach. Damit musste sich die Folge lediglich der Tagesschau geschlagen geben, die 6,16 Millionen Zuschauer erreichte.

### Kritik
„Krimischmalkost aus Münster“ zeige die Folge nach Urteil von Tilmann P. Gangloff. Die Folge müsse sich „an vielen weitaus gelungeneren Krimis“ der Fernsehserie „messen lassen“, erreiche dabei jedoch nicht das übliche Niveau der Serie, deren Folgen üblicherweise „nie bloß spannend oder bloß komisch“ seien. „Die Gagspielfelder sind absehbar, der Krimifall überschaubar, Overbeck wieder nur der Trottel“, doch „ein durchschnittlicher Wilsberg ist immer noch sehenswert“. Die Produktion wirke „sparsamer als gewohnt, die Inszenierung ist geradezu betont unauffällig“, die Handlung sei „inhaltlich überschaubar“ und insbesondere die „Vorhersehbarkeit der einzelnen Handlungsstränge“ ungewohnt ausgeprägt. „Sorgfältiger und anspruchsvoller“ hingegen „wirkt die Lichtsetzung gerade in den Kellerszenen“. „Prominente Gastdarsteller“ spielten neben „Oliver Korittke, der seinen Ekki stets mit beinahe übermenschlicher Geduld ausstattet“ und so für die „schönsten […] Szenen“ der Folge sorgten. „Einige Nebendarsteller schießen dagegen weit übers Ziel hinaus.“ Gangloff vergab drei von sechs möglichen Punkten.
Die Redaktion von TV Spielfilm vertritt die Meinung, die Folge sei ein „launiger Ausritt auf gewohnten Pfaden“ und vergibt dafür als Wertung einen erhobenen Daumen. „Der unspektakuläre, kurzweilige Fall trabt entspannt ins Ziel“. „In positivem Sinn ist die Wilsberg-Serie überraschungsfrei“, habe ein „handfestes Personal, einen nicht ernst zu nehmenden Fall und einige kauzige Ideen“ vorzuweisen. Damit sei Hengstparade ein „kurzweiliger Ausritt auf gewohnten Pfaden“.
Kai-Oliver Derks von teleschau – der mediendienst urteilt, Ekki sorge „für die heiteren Momente in dem ansonsten recht düsteren, bisweilen tragischen Kriminalfilm“. Seine Seminarteilnahme zum Thema „Sexismus im Büroalltag“ sei „ein charmant erzählter Nebenstrang der Geschichte“. „Der krimierfahrene Regisseur Michael Schneider führt die Zuschauer mit leichter Hand durch die verschiedenen Handlungsebenen und setzt die netten Überraschungen, die das Drehbuch bietet, klug in Szene“, urteilt Derks weiter. Die Folge Hengstparade biete „gute Krimiunterhaltung“, „auch wenn am Ende manche Auflösung doch etwas gestelzt wirkt“.
Harald Suerland von den Westfälischen Nachrichten urteilt, Drehbuchautor Kehrer setze mit seinem „knuffigen Privatdetektiv“ auch in dieser Folge „durchaus auf den Kicher- und Kuschelfaktor der Reihe“. Erneut seien die „clownesken Auftritte Overbergs oder die zwischenmenschlichen Eskapaden Ekki Talkötters“ Bestandteile der Folge. „Selbst Handlungsstränge, die in andere Kriminalfilmen für Dramatik sorgen würden, haben in der Wilsberg-Familie etwas Drolliges“, wie etwa die Entführung von Kommissarin Springer. Doch trotz dieser Komik „halten sich bei dieser Wilsberg-Folge Krimi-Ernst und Comedy noch einigermaßen die Waage“. Die Folge sei jedoch „ein bisschen verrätselt“ geraten, lautet Suerlands Urteil weiter, „was aber nicht schlecht ist“.
„Für Wilsberg-Verhältnisse kam diese Episode […] recht ernst und einigermaßen verwickelt daher“, schreibt die Redaktion der Westfälischen Nachrichten. Zwar bedurfte es „einiger Konzentration, um das Fall-Gewirr gedanklich zu entflechten“, doch die „Nebenkriegsschauplätze“ – insbesondere Overbeck und sein Vorgesetzter – „sowie eine Reihe schöner Münster-Bilder“ sorgten „für etwas Entschädigung“. Das Fazit lautet, man habe „schon bessere Wilsbergs gesehen“.
„Die Welt dieses TV-Privatdetektivs […] ist ja sonst eher betulich“ doch in dieser Folge „geht es hoch her bei Wilsberg“, schreibt die Deutsche Presse-Agentur. Eingangs „läuft es etwas wild durcheinander“, denn Hengstparade „entfaltet gleich zu Beginn vier Handlungsstränge, die dem Zuschauer zwar nicht die volle Konzentration abverlangen, aber die Frage aufwirft: Wo führt das hin?“ Wilsberg „steigt in seinen 40. Fall […] nur langsam ein.“ „Die Stränge passen mit jeder Minute mehr zusammen“, lautet das Urteil.
Die Redaktion der Neuen Osnabrücker Zeitung ist der Meinung, „Kehrer schlägt in seiner Geschichte etliche Haken und baut Nebenhandlungen auf, die nicht immer dem Erzählfluss förderlich sind und die Spannungskurve hemmen“. „Dafür liefert er den Protagonisten eine Spielwiese für Pointen“, lautet das Urteil weiter. „Fans des Krimidauerbrenners kommen auf ihre Kosten“, denn es werden nicht nur „alle Erwartungen an eine Wilsberg-Folge“ erfüllt, sondern zugleich lasse der Drehbuchautor „seine Figuren dabei nicht so rumalbern wie beim Münsteraner Tatort“. Als Gesamturteil vergab die Redaktion vier von sechs möglichen Punkten.
Hayke Lanwert von der Westdeutschen Allgemeinen Zeitung teilt die Meinung, „der Titel hält, was er verspricht“, denn „der Münsterland-Columbo Leonard Lansink und seine Truppe spielen mit Münsterland-Klischees nach allen Regeln der Kunst“. „Wirklich ernst geht es bei dem Münsteraner Privatdetektiv Georg Wilsberg ja nie zu“, schreibt Lanwert und fügt seinem Urteil hinzu, „münsterländischer geht es kaum noch“. Mit „vielen Umwegen, nach Irrungen und Verwirrungen“ komme es schließlich zur Auflösung des Falls. Damit sei die Folge „alles in allem, wie zumeist, eine angenehm amüsante Abendunterhaltung“.